# Томас Бреціна
Томас Конрад Бреціна (Thomas Conrad Brezina, 30 січня 1963, Відень, Австрія) — австрійський письменник дитячих книг, автор понад 550 творів, перекладених 35 мовами світу. Веде дитячі передачі на австрійському телеканалі ORF. До найвідоміших творів належить серія молодіжних детективів «Кнікербокер-банда», що випускається з 1990 року, і серія дитячих оповідань про балакучого велосипеда «Том Турбо», за мотивами якої знімається дитяча однойменна телепрограма на ORF.

## Біографія
Томас Конрад Бреціна народився 30 січня 1963 року у Відні, був другою дитиною в сім'ї. Його батько Конрад був радіологом, а мати Ельфріда викладала музику в школі. З дитинства любив читати книги, а також любив коли йому читав книги його брат, старший на 5 років. Улюбленою книгою Томаса була Ми всі з Гамірного шведської письменниці Астрід Ліндгрен. Він почав писати у віці восьми років. Його перша історія була про мишку на Юпітері. Це перше свідчення Томаса як автора було загублено і досі не знайдено.
Англійська мова була його улюбленим предметом у школі. При цьому німецька була одним з не улюблених предметів. Цьому було дві причини: по-перше, він вважав, що літературна історія викладалася просто як збір даних і фактів, по-друге занадто багато уваги приділялося правопису, навіть у творчих фазах. Бувши 15-річним школярем, він отримав «Велику австрійську молодіжну премію» за його сценарії для дитячого лялькового телесеріалу "Тім, Том і Домінік". У 1979 році він почав працювати лялькарем в телевізійному шоу в Армініо Ротштейна в ролі клоуна Хабакука. Там він грав також злого чаклуна Тінтіфакса.
Телесеріал «Доктор і улюблені тварини» спонукав Томаса після закінчення середньої школи вчитися в університеті ветеринарної медицини. Бреціна перервав навчання в університеті, оскільки він зрозумів, що не може дивитися на розітнутих тварин. Відразу після цього він пішов учитися в театральний університет. У віці 20 років він завершив свою практику в ORF, де відповідав за дитячу програму «Біля греблі», а саме був помічником режисера. Також він писав сценарії для радіопостановок «Казки на ніч». Незабаром Бреціна зміг проявити себе як редактор, режисер і, нарешті, ведучий дитячих і юнацьких передач.
У 1989 році Томас у кількох словах представляє свою ідею про серію «Кнікербокер-банда» менеджеру з продажів видавництва Брайтшопф - Вернеру Бруннеру. У 1990 році Брайтшопф випускає першу книгу із серії «Кнікербокер-банда» під назвою «Таємниця снігового монстра». Три роки потому Томас Бреціна почав серію дитячих оповідань про балакучого велосипеда «Том Турбо», за якою надалі почали знімати телесеріал. Потім пішли інші успішні серії книг: «Сім лап Пенні», «Ні, хлопці! Доступ тільки відьмам!» або «Справа для вас і команди тигрів». Завдяки команді Тигр він отримав величезний успіх на міжнародному рівні, особливо в Китаї, навіть перевершив «Гаррі Поттера». Тому не дивно, що в Китаї його називають «майстром пригод». У 2008 році почав займатися виробництвом дитячої телепрограми Окідокі на ORF.
Томас живе у Відні і щороку на 3-4 місяці їздить у Лондон. У 2016 році в Лондоні він вийшов заміж за свого друга Іво.

## Твори
- НЛО на ім'я Амадей
- SOS з корабля-примари
- Коли годинник проб'є 13
- Привид у школі
- Ніч білих вампірів
- Шоколад жаху
- Таємниця снігового монстра
- Слідами піратів Боденського озера
- Де мільйонний лелека?
- Бочка з мертвою головою
- Привид дракона опівночі
- Місце зустрічі - млин жахів
- Полювання на портову акулу
- Поклик зозулі жахів
- Меч султана-зомбі
- Прокляття чорного лицаря
- серія книг "Тільки для маленьких чаклунок"
- серія книг "Марк Мега і Фантом"

## Нагороди та премії
- 1978: Велика австрійська молодіжна премія (Großer Österreichischer Jugendpreis)
- 1992: Біле перо на фестивалі дитячої культури (Die Weiße Feder)
- 1993: Почесний громадянин у паризькому Діснейленді
- 1993, 1995 і 1997: «Штирійська читаюча сова» (Steirische Leseeule)
- 1994: Золота книга (Das goldene Buch)
- 2002: Золотий почесний знак «За заслуги перед Австрійською Республікою» (Goldenes Verdienstzeichen der Republik Österreich)
- 2003: Китайська національна книжкова премія (National Book Award China)
- 2004: Телевізійна премія Romy[de] за передачу «Дослідницький експрес» («Forscherexpress»)
- 2006: Австрійська книжкова премія Buchliebling[de] в категорії «Письменник 2006 року»
- 2013: Buchliebling - Письменник року